# Deutsche Wasserball-Liga 2006/07
Die Saison 2006/07 der Deutschen Wasserball-Liga begann am 28. Oktober 2006 mit der Vorrunde und endete mit dem Gewinn der Meisterschaft der Wasserfreunde Spandau 04 im Finale über den ASC Duisburg. Der Rekordmeister aus Spandau sicherte sich damit seinen 27. Titel seit 1979. In die 2. Wasserball-Liga stieg der SV Blau-Weiß Bochum ab.

## Modus
Die Spiele wurden nach dem Rundensystem mit Vorrunde, Hauptrunde und Qualifikationsrunde (jeweils mit Hin- und Rückspiel) sowie Meisterschaftsrunde (Play-off-Endrunde) und Abstiegsrunde (Play-down-Endrunde) von Ende Oktober 2006 bis Anfang Juni 2007 ausgetragen.

## Vorrunde
Gespielt wurde in vier Gruppen zu vier Mannschaften in einer einfachen Runde mit Hin- und Rückspiel. Die beiden Ersten jeder Gruppe qualifizierten sich für die Meisterrunde und für den Rest ging es in die Aufstiegsrunde.

### Gruppe 1

#### Abschlusstabelle
| Pl. | Verein                       | Sp. | S | U | N | Tore    | Diff. | Punkte |
| --- | ---------------------------- | --- | - | - | - | ------- | ----- | ------ |
| 1.  | Wasserfreunde Spandau 04 (P) | 6   | 6 | 0 | 0 | 114:290 | +85   | 12:0   |
| 2.  | SSV Esslingen (N)            | 6   | 4 | 0 | 2 | 098:510 | +47   | 08:40  |
| 3.  | SV Würzburg 05 (N)           | 6   | 2 | 0 | 4 | 052:810 | −29   | 04:80  |
| 5.  | Hellas 1899 Hildesheim (N)   | 6   | 0 | 0 | 6 | 039:142 | −103  | 0:12   |

 Qualifikant Hauptrunde Meisterrunde 
  Qualifikant Hauptrunde Aufstiegsrunde 
 (P) amtierender Pokalsieger 
 (N) Aufsteiger aus der 2. Wasserball-Liga bzw. Regionalliga Nord

#### Kreuztabelle
Die Kreuztabelle stellt die Ergebnisse aller Spiele dieser Saison dar. Die Heimmannschaft ist in der linken Spalte aufgelistet und die Gastmannschaft in der obersten Reihe.
| Gruppe 1 28. Oktober 2006 – 26. November 2006 | Gruppe 1 28. Oktober 2006 – 26. November 2006 | Wasserfreunde Spandau 04 | SSV Esslingen | SV Würzburg 05 | Hellas 1899 Hildesheim |
| --------------------------------------------- | --------------------------------------------- | ------------------------ | ------------- | -------------- | ---------------------- |
| 01.                                           | Wasserfreunde Spandau 04                      |                          | 16:80         | 19:20          | 27:20                  |
| 02.                                           | SSV Esslingen                                 | 07:12                    |               | 13:30          | 27:10                  |
| 03.                                           | SV Würzburg 05                                | 07:11                    | 05:19         |                | 21:60                  |
| 04.                                           | Hellas 1899 Hildesheim                        | 03:29                    | 05:24         | 13:14          |                        |

### Gruppe 2

#### Abschlusstabelle
| Pl. | Verein                | Sp. | S | U | N | Tore    | Diff. | Punkte |
| --- | --------------------- | --- | - | - | - | ------- | ----- | ------ |
| 1.  | SV Bayer Uerdingen 08 | 6   | 6 | 0 | 0 | 095:270 | +68   | 12:0   |
| 2.  | SC Magdeburg          | 6   | 4 | 0 | 2 | 058:470 | +11   | 08:40  |
| 3.  | Duisburger SV 98 (N)  | 6   | 2 | 0 | 4 | 051:680 | −17   | 04:80  |
| 4.  | ASC Brandenburg (N)   | 6   | 0 | 0 | 6 | 032:940 | −62   | 0:12   |

 Qualifikant Hauptrunde Meisterrunde 
  Qualifikant Hauptrunde Aufstiegsrunde 
 (N) Aufsteiger aus der 2. Wasserball-Liga bzw. Regionalliga Ost

#### Kreuztabelle
Die Kreuztabelle stellt die Ergebnisse aller Spiele dieser Saison dar. Die Heimmannschaft ist in der linken Spalte aufgelistet und die Gastmannschaft in der obersten Reihe.
| Gruppe 2 28. Oktober 2006 – 25. November 2006 | Gruppe 2 28. Oktober 2006 – 25. November 2006 | SV Bayer Uerdingen 08 | SC Magdeburg | Duisburger SV 98 | ASC Brandenburg |
| --------------------------------------------- | --------------------------------------------- | --------------------- | ------------ | ---------------- | --------------- |
| 01.                                           | SV Bayer Uerdingen 08                         |                       | 12:20        | 18:40            | 19:50           |
| 02.                                           | SC Magdeburg                                  | 6:9                   |              | 8:6              | 16:70           |
| 03.                                           | Duisburger SV 98                              | 05:21                 | 09:10        |                  | 15:90           |
| 04.                                           | ASC Brandenburg                               | 05:16                 | 04:16        | 02:12            |                 |

### Gruppe 3

#### Abschlusstabelle
| Pl. | Verein                       | Sp. | S | U | N | Tore    | Diff. | Punkte |
| --- | ---------------------------- | --- | - | - | - | ------- | ----- | ------ |
| 1.  | ASC Duisburg                 | 6   | 6 | 0 | 0 | 130:410 | +89   | 12:0   |
| 2.  | SGW Aqua/Wedding Berlin (N)  | 6   | 3 | 0 | 3 | 065:620 | +3    | 06:60  |
| 3.  | SSF Aegir Uerdingen 07       | 6   | 2 | 0 | 4 | 049:920 | −43   | 04:80  |
| 4.  | Freie Schwimmer Hannover (N) | 6   | 1 | 0 | 5 | 039:880 | −49   | 02:10  |

 Qualifikant Hauptrunde Meisterrunde 
  Qualifikant Hauptrunde Aufstiegsrunde 
 (N) Aufsteiger aus der 2. Wasserball-Liga

#### Kreuztabelle
Die Kreuztabelle stellt die Ergebnisse aller Spiele dieser Saison dar. Die Heimmannschaft ist in der linken Spalte aufgelistet und die Gastmannschaft in der obersten Reihe.
| Gruppe 3 28. Oktober 2006 – 26. November 2006 | Gruppe 3 28. Oktober 2006 – 26. November 2006 | ASC Duisburg | SGW Aqua/Wedding Berlin |       | Freie Schwimmer Hannover |
| --------------------------------------------- | --------------------------------------------- | ------------ | ----------------------- | ----- | ------------------------ |
| 01.                                           | ASC Duisburg                                  |              | 22:70                   | 31:40 | 24:70                    |
| 02.                                           | SGW Aqua/Wedding Berlin                       | 08:14        |                         | 11:90 | 18:30                    |
| 03.                                           | SSF Aegir Uerdingen 07                        | 09:21        | 06:14                   |       | 10:90                    |
| 04.                                           | Freie Schwimmer Hannover                      | 06:18        | 8:7                     | 06:11 |                          |

### Gruppe 4

#### Abschlusstabelle
| Pl. | Verein                | Sp. | S | U | N | Tore    | Diff. | Punkte |
| --- | --------------------- | --- | - | - | - | ------- | ----- | ------ |
| 1.  | SG Neukölln Berlin    | 6   | 5 | 0 | 1 | 084:370 | +47   | 10:20  |
| 2.  | SG W98/Waspo Hannover | 6   | 5 | 0 | 1 | 073:290 | +44   | 10:20  |
| 3.  | SV Krefeld 72 (N)     | 6   | 2 | 0 | 4 | 059:850 | −26   | 04:80  |
| 4.  | SV Blau-Weiß Bochum   | 6   | 0 | 0 | 6 | 033:980 | −65   | 0:12   |

 Qualifikant Hauptrunde Meisterrunde 
  Qualifikant Hauptrunde Aufstiegsrunde 
 (N) Aufsteiger aus der 2. Wasserball-Liga

#### Kreuztabelle
Die Kreuztabelle stellt die Ergebnisse aller Spiele dieser Saison dar. Die Heimmannschaft ist in der linken Spalte aufgelistet und die Gastmannschaft in der obersten Reihe.
| Gruppe 4 28. Oktober 2006 – 25. November 2006 | Gruppe 4 28. Oktober 2006 – 25. November 2006 | SG Neukölln Berlin | SG W98/Waspo Hannover | SV Krefeld 72 | SV Blau-Weiß Bochum |
| --------------------------------------------- | --------------------------------------------- | ------------------ | --------------------- | ------------- | ------------------- |
| 01.                                           | SG Neukölln Berlin                            |                    | 8:7                   | 22:90         | 15:50               |
| 02.                                           | SG W98/Waspo Hannover                         | 8:4                |                       | 15:40         | 16:20               |
| 03.                                           | SV Krefeld 72                                 | 04:16              | 10:11                 |               | 14:11               |
| 04.                                           | SV Blau-Weiß Bochum                           | 04:19              | 01:16                 | 10:18         |                     |

## Hauptrunde

### Meisterrunde

#### Abschlusstabelle
| Pl. | Verein                       | Sp. | S  | U | N  | Tore    | Diff. | Punkte |
| --- | ---------------------------- | --- | -- | - | -- | ------- | ----- | ------ |
| 1.  | Wasserfreunde Spandau 04 (P) | 14  | 13 | 0 | 1  | 187:860 | +101  | 26:20  |
| 2.  | ASC Duisburg                 | 14  | 10 | 1 | 3  | 193:135 | +58   | 21:70  |
| 3.  | SV Bayer Uerdingen 08        | 14  | 9  | 2 | 3  | 143:118 | +25   | 20:80  |
| 4.  | SSV Esslingen (N)            | 14  | 9  | 1 | 4  | 159:121 | +38   | 19:90  |
| 5.  | SG Neukölln Berlin           | 14  | 5  | 0 | 9  | 115:135 | −20   | 10:18  |
| 6.  | SG W98/Waspo Hannover        | 14  | 4  | 0 | 10 | 116:129 | −13   | 08:20  |
| 7.  | SC Magdeburg                 | 14  | 3  | 0 | 11 | 095:183 | −88   | 06:22  |
| 8.  | SGW Aqua/Wedding Berlin (N)  | 14  | 1  | 0 | 13 | 094:195 | −101  | 02:26  |

 Teilnehmer an der Qualifikationsrunde Meisterrunde – Aufstiegsrunde 
 (P) amtierender Pokalsieger 
 (N) Aufsteiger aus der 2. Wasserball-Liga

#### Kreuztabelle
Die Kreuztabelle stellt die Ergebnisse aller Spiele dieser Saison dar. Die Heimmannschaft ist in der linken Spalte aufgelistet und die Gastmannschaft in der obersten Reihe.
| Meisterrunde 2. Dezember 2006 – 1. Mai 2007 | Meisterrunde 2. Dezember 2006 – 1. Mai 2007 | Wasserfreunde Spandau 04 | ASC Duisburg | SV Bayer Uerdingen 08 | SSV Esslingen | SG Neukölln Berlin | SG W98/Waspo Hannover | SC Magdeburg | SGW Aqua/Wedding Berlin |
| ------------------------------------------- | ------------------------------------------- | ------------------------ | ------------ | --------------------- | ------------- | ------------------ | --------------------- | ------------ | ----------------------- |
| 01.                                         | Wasserfreunde Spandau 04                    |                          | 14:70        | 15:12                 | 16:80         | 16:70              | 12:70                 | 18:60        | 19:50                   |
| 02.                                         | ASC Duisburg                                | 05:10                    |              | 9:7                   | 13:80         | 15:12              | 13:60                 | 31:70        | 22:70                   |
| 03.                                         | SV Bayer Uerdingen 08                       | 8:6                      | 12:12        |                       | 12:12         | 10:40              | 15:60                 | 12:20        | 11:10                   |
| 04.                                         | SSV Esslingen                               | 07:12                    | 21:12        | 13:70                 |               | 7:5                | 9:3                   | 12:60        | 18:30                   |
| 05.                                         | SG Neukölln Berlin                          | 04:10                    | 07:12        | 7:8                   | 08:10         |                    | 8:7                   | 14:90        | 10:50                   |
| 06.                                         | SG W98/Waspo Hannover                       | 2:7                      | 11:14        | 08:10                 | 10:11         | 8:4                |                       | 17:70        | 13:40                   |
| 07.                                         | SC Magdeburg                                | 02:10                    | 05:14        | 6:9                   | 8:6           | 11:13              | 9:8                   |              | 10:80                   |
| 08.                                         | SGW Aqua/Wedding Berlin                     | 06:22                    | 08:14        | 08:10                 | 06:17         | 07:12              | 06:10                 | 11:70        |                         |

 Direkte Begegnungen der Vorrunde gingen in die Hauptrunde mit über.

### Aufstiegsrunde

#### Abschlusstabelle
| Pl. | Verein                       | Sp. | S  | U | N  | Tore    | Diff. | Punkte |
| --- | ---------------------------- | --- | -- | - | -- | ------- | ----- | ------ |
| 1.  | SV Würzburg 05 (N)           | 14  | 13 | 0 | 1  | 195:990 | +96   | 26:20  |
| 2.  | SSF Aegir Uerdingen 07       | 14  | 7  | 3 | 4  | 159:129 | +30   | 17:11  |
| 3.  | Duisburger SV 98 (N)         | 14  | 8  | 1 | 5  | 147:117 | +30   | 17:11  |
| 4.  | Freie Schwimmer Hannover (N) | 14  | 8  | 1 | 5  | 148:126 | +22   | 17:11  |
| 5.  | SV Krefeld 72 (N)            | 14  | 6  | 3 | 5  | 154:148 | +6    | 15:13  |
| 6.  | Hellas 1899 Hildesheim (N)   | 14  | 5  | 2 | 7  | 148:186 | −38   | 12:16  |
| 7.  | ASC Brandenburg (N)          | 14  | 3  | 0 | 11 | 124:193 | −69   | 06:22  |
| 8.  | SV Blau-Weiß Bochum          | 14  | 1  | 0 | 13 | 117:194 | −77   | 02:26  |

 Teilnehmer an der Qualifikationsrunde Meisterrunde – Aufstiegsrunde 
 (N) Aufsteiger aus der 2. Wasserball-Liga

#### Kreuztabelle
Die Kreuztabelle stellt die Ergebnisse aller Spiele dieser Saison dar. Die Heimmannschaft ist in der linken Spalte aufgelistet und die Gastmannschaft in der obersten Reihe.
| Aufstiegsrunde 2. Dezember 2006 – __.0_.2007 | Aufstiegsrunde 2. Dezember 2006 – __.0_.2007 | SV Würzburg 05 |       | Duisburger SV 98 | Freie Schwimmer Hannover | SV Krefeld 72 | Hellas 1899 Hildesheim | ASC Brandenburg | SV Blau-Weiß Bochum |
| -------------------------------------------- | -------------------------------------------- | -------------- | ----- | ---------------- | ------------------------ | ------------- | ---------------------- | --------------- | ------------------- |
| 01.                                          | SV Würzburg 05                               |                | 9:6   | 9:2              | 10:50                    | 15:60         | 21:60                  | 22:40           | 27:70               |
| 02.                                          | SSF Aegir Uerdingen 07                       | 10:11          |       | 13:80            | 10:90                    | 09:10         | 11:11                  | 18:12           | 15:60               |
| 03.                                          | Duisburger SV 98                             | 7:9            | 8:8   |                  | 7:6                      | 7:9           | 27:70                  | 15:90           | 10:80               |
| 04.                                          | Freie Schwimmer Hannover                     | 05:11          | 06:11 | 12:10            |                          | 16:14         | 11:60                  | 19:11           | 12:30               |
| 05.                                          | SV Krefeld 72                                | 9:8            | 10:10 | 7:9              | 8:8                      |               | 8:8                    | 10:11           | 14:11               |
| 06.                                          | Hellas 1899 Hildesheim                       | 13:14          | 08:17 | 11:12            | 09:14                    | 19:15         |                        | 11:70           | 12:11               |
| 07.                                          | ASC Brandenburg                              | 09:13          | 12:10 | 02:12            | 09:13                    | 07:16         | 08:16                  |                 | 16:90               |
| 08.                                          | SV Blau-Weiß Bochum                          | 10:16          | 09:11 | 07:13            | 07:12                    | 10:18         | 10:11                  | 9:7             |                     |

 Direkte Begegnungen der Vorrunde gingen in die Hauptrunde mit über.

## Qualifikationsrunde Meisterrunde – Aufstiegsrunde
In der Qualifikationsrunde wurden die letzten zwei Teilnehmer für die Play-off bzw. Play-down Endrunde ermittelt. Dabei trafen die letzten zwei der Meisterrunde auf die besten zwei Mannschaften der Aufstiegsrunde.
Termine: Hinspiel: __. Mai 2007 und Rückspiel: 6. Mai 2007
|           | Paarung                | Paarung | Paarung                 | Hin   | Rück  |
| --------- | ---------------------- | ------- | ----------------------- | ----- | ----- |
| 1.A – 8.M | SV Würzburg 05         | –       | SGW Aqua/Wedding Berlin | 10:60 | 07:10 |
| 2.A – 7.M | SSF Aegir Uerdingen 07 | –       | SC Magdeburg            | 10:60 | 11:16 |

 Würzburg und Magdeburg qualifizierten sich für die Playoff-Endrunde.

## Play-down

### 1. Runde
Modus: Best-of-Three
Termine: 16. Mai 2007 (1. Spiel), 19. Mai 2007 (2. Spiel) und 20. Mai 07 (3. Spiel)
Die erstgenannte Mannschaft hatte nur im 1. Spiel Heimrecht.
| Paarung                | Paarung | Paarung                    | 1.    | 2.    | 3.    |
| ---------------------- | ------- | -------------------------- | ----- | ----- | ----- |
| SV Blau-Weiß Bochum    | –       | SGW Aqua/Wedding Berlin    | 09:17 | 06:11 | –––   |
| ASC Brandenburg        | –       | SSF Aegir Uerdingen 07     | 9:8   | 06:13 | 12:15 |
| Hellas 1899 Hildesheim | –       | Duisburger SV 98           | 09:15 | 06:13 | –––   |
| SV Krefeld 72          | –       | Freie Schwimmer Hannover * | 11:12 | 09:11 | –––   |

(*) Die Freien Schwimmer Hannover wurden durch den DSV zum Zwangsabstieg verurteilt, weil sie den Spieler Mikhail Baghaturia seit dem  2. Dezember 2006 zu Unrecht eingesetzt hatten. Das Landgericht Kassel hob das Urteil wieder auf und sprach Hannover den Klassenverbleib zu.

### 2. Runde
Modus: Best-of-Three
Termine: 2. Juni 2007 (1. Spiel) und 9. Juni 2007 (2. Spiel)
Die erstgenannte Mannschaft hatte nur im 1. Spiel Heimrecht.
| Paarung             | Paarung | Paarung                | 1.    | 2.    | 3.  |
| ------------------- | ------- | ---------------------- | ----- | ----- | --- |
| SV Blau-Weiß Bochum | –       | SV Krefeld 72          | 09:13 | 05:14 | ––– |
| ASC Brandenburg **  | –       | Hellas 1899 Hildesheim | 10:11 | 08:11 | ––– |

 Absteiger in die 2. Wasserball-Liga 
 (**) Die sportlich abgestiegenen Brandenburger blieben durch den Zwangsabstieg der Freien Schwimmer Hannover vorerst in der Liga. Nach dem am Landgericht Kassel erwirkten Klassenverbleib von Hannover, gestand man auch Brandenburg den Ligaerhalt zu. Somit gingen in der folgenden Saison siebzehn Mannschaften an den Start.

## Play-off

### Viertelfinale
Modus: Best-of-Three
Termine: 9. Mai 2007 (1. Spiel), 12. Mai 2007 (2. Spiel) und 13. Mai 2007 (3. Spiel)
Die erstgenannte Mannschaft hatte nur im 1. Spiel Heimrecht.
| Paarung               | Paarung | Paarung                  | 1.    | 2.    | 3.    |
| --------------------- | ------- | ------------------------ | ----- | ----- | ----- |
| SV Würzburg 05        | –       | Wasserfreunde Spandau 04 | 05:12 | 02:19 | –––   |
| SC Magdeburg          | –       | ASC Duisburg             | 08:18 | 12:25 | –––   |
| SG W98/Waspo Hannover | –       | SV Bayer Uerdingen 08    | 5:6   | 5:7   | –––   |
| SG Neukölln Berlin    | –       | SSV Esslingen            | 8:6   | 4:6   | 05:12 |

### Halbfinale
Modus: Best-of-Three
Termine: 16. Mai 2007 (1. Spiel), 19. Mai 2007 (2. Spiel) und 20. Mai 2007 (3. Spiel)
Die erstgenannte Mannschaft hatte nur im 1. Spiel Heimrecht.
| Paarung               | Paarung | Paarung                  | 1.    | 2.    | 3.    |
| --------------------- | ------- | ------------------------ | ----- | ----- | ----- |
| SSV Esslingen         | –       | Wasserfreunde Spandau 04 | 09:14 | 07:14 | –––   |
| SV Bayer Uerdingen 08 | –       | ASC Duisburg             | 10:11 | 9:6   | 08:12 |

### Spiel um Platz 3
Termin: 2. Juni 2007 (Uerdingen)
| Paarung               | Paarung | Paarung       | Ergebnis |
| --------------------- | ------- | ------------- | -------- |
| SV Bayer Uerdingen 08 | –       | SSV Esslingen | 9:11     |

### Finale
Modus: Best-of-Five
Termine: 30. Mai 2007 (Duisburg), 2. Juni 2007 (Berlin) und 3. Juni 2007 (Berlin)
| Paarung      | Paarung | Paarung                  | 1.  | 2.   | 3.   | 4.  | 5.  |
| ------------ | ------- | ------------------------ | --- | ---- | ---- | --- | --- |
| ASC Duisburg | –       | Wasserfreunde Spandau 04 | 6:7 | 6:15 | 9:12 | ––– | ––– |

 Deutscher Meister

## Die Meistermannschaft
| 1.                                | Wasserfreunde Spandau 04 |
| Logo der Wasserfreunde Spandau 04 | - Tor: Alexander Tchigir, Roger Kong - Feldspieler: Erik Bukowski, Fabian Schroedter, André Walkhoff, Tobias Preuß, Marcel Pierry, Marc Politze , Marko Savic, Andreas Schlotterbeck, Moritz Oeler, Marko Stamm, Dennis Wieder, Marcel Grylewicz, Shiota Yoshinori, Shoichi Sakamoto - Trainer: Nebojša Novoselac |